# Homarus
Homarus – rodzaj skorupiaków z rodziny homarowatych (Nephropidae) obejmujący dwa współcześnie żyjące gatunki, zasiedlające wody Oceanu Atlantyckiego. Obydwa mają duże znaczenie gospodarcze.

## Budowa
Homary charakteryzują się potężnymi, zwykle asymetrycznymi szczypcami. Posiadają cztery pary odnóży tułowiowych. Należą do największych skorupiaków, osiągając długość do 70 cm i masę ciała do 20 kg. Całe ciało homara pokrywa pancerz (karapaks), którego kolor zależy od gatunku oraz środowiska, w jakim żyje. 
Homary z tego rodzaju występują w Oceanie Atlantyckim. Najbardziej znanym i poławianym jest homar amerykański (Homarus americanus), zamieszkujący wschodnie wybrzeża Ameryki Północnej. Homar europejski (Homarus gammarus) żyje u wybrzeży Europy od Norwegii do Morza Śródziemnego włącznie. Roczne globalne połowy dochodzą do kilkudziesięciu tysięcy ton.

## Gatunki
Współcześnie żyjące gatunki zaliczane do tego rodzaju:
- Homarus gammarus – homar europejski
- Homarus americanus – homar amerykański

Wcześniej do tego rodzaju zaliczano również Homarinus capensis.

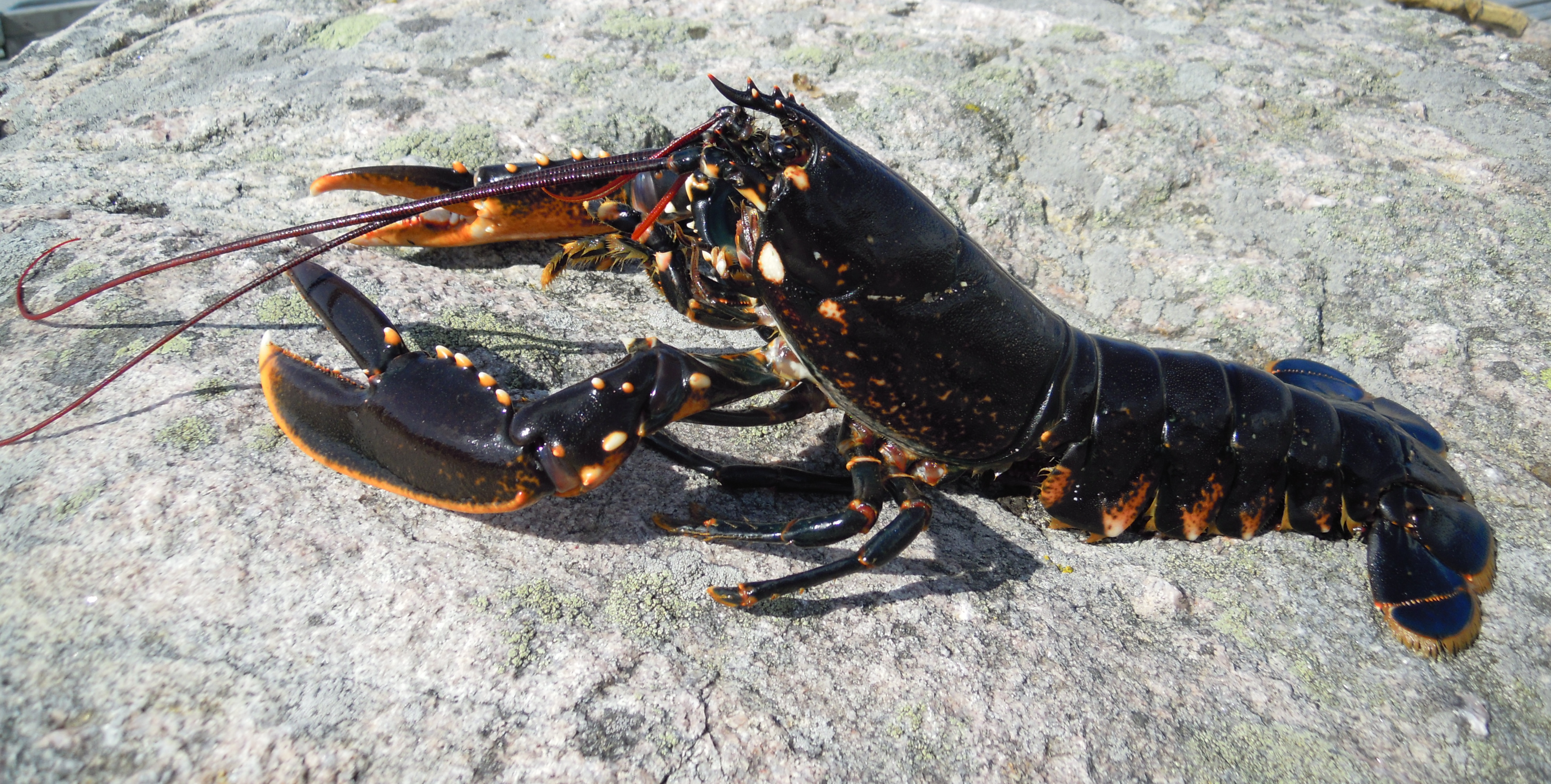
Homar europejski

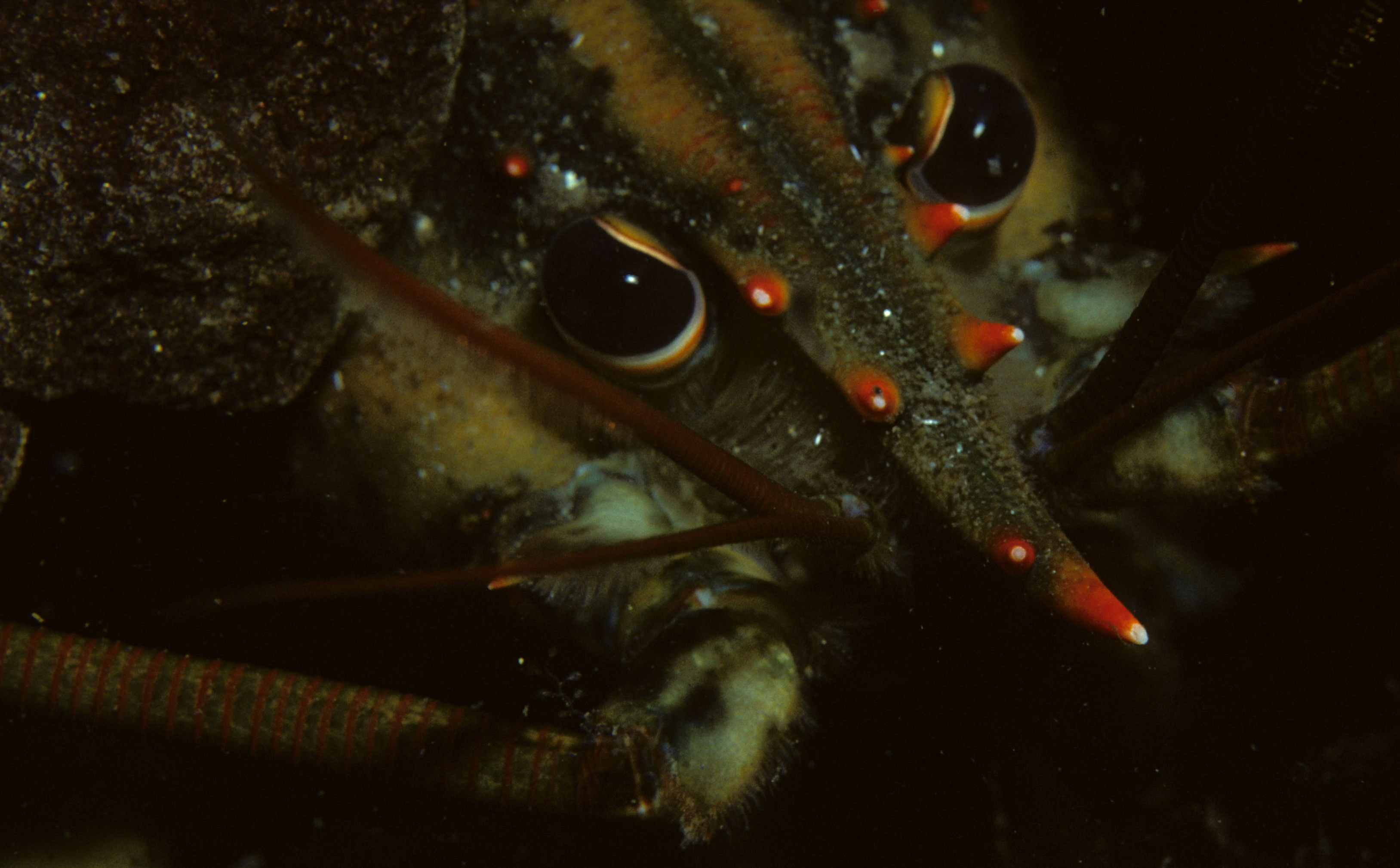
Homar amerykański

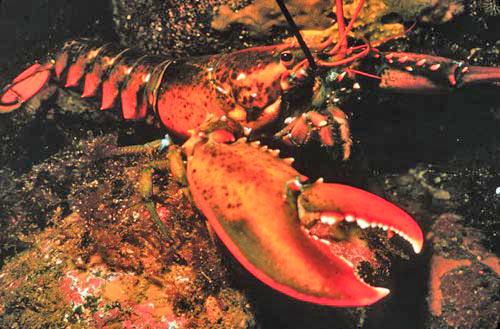
Homar amerykański

## Środowisko życia
Homary mają odmienne upodobania dotyczące warunków życia.
Homar europejski zamieszkuje dna skalne, gdzie z łatwością może znaleźć schronienie. Rzadko występuje na głębokościach poniżej 50 m p.p.m., ale zdarza się mu również mieszkać w strefie pływów, od jej granicy aż do głębokości 150 m, w piaskowym lub żwirowym podłożu. Wychodzi na żer nocą, a jego pożywienie składa się głównie z robaków, małży i martwych ryb.
Homar amerykański zamieszkuje natomiast głębokie i zimne wody, o skalistym podłożu, w którym może znaleźć schronienie przed drapieżnikami. Jest samotnikiem i podobnie do homara europejskiego prowadzi nocny tryb życia - wtedy również żeruje.

## Rozmnażanie
Samica nosi jaja przyczepione pod odwłokiem (samica homara europejskiego − 11 miesięcy, samica homara amerykańskiego około miesiąca). Po odczepieniu się od odwłoka wykluwają się z nich larwy zwane żywikami.
Jaja homara amerykańskiego są zielone, mają ok. 1 mm średnicy.  Liczba jaj złożonych przez jedną samicę oscyluje między 10 a 1000, ale wskaźnik przeżycia jest niski, ok. 0,1%.

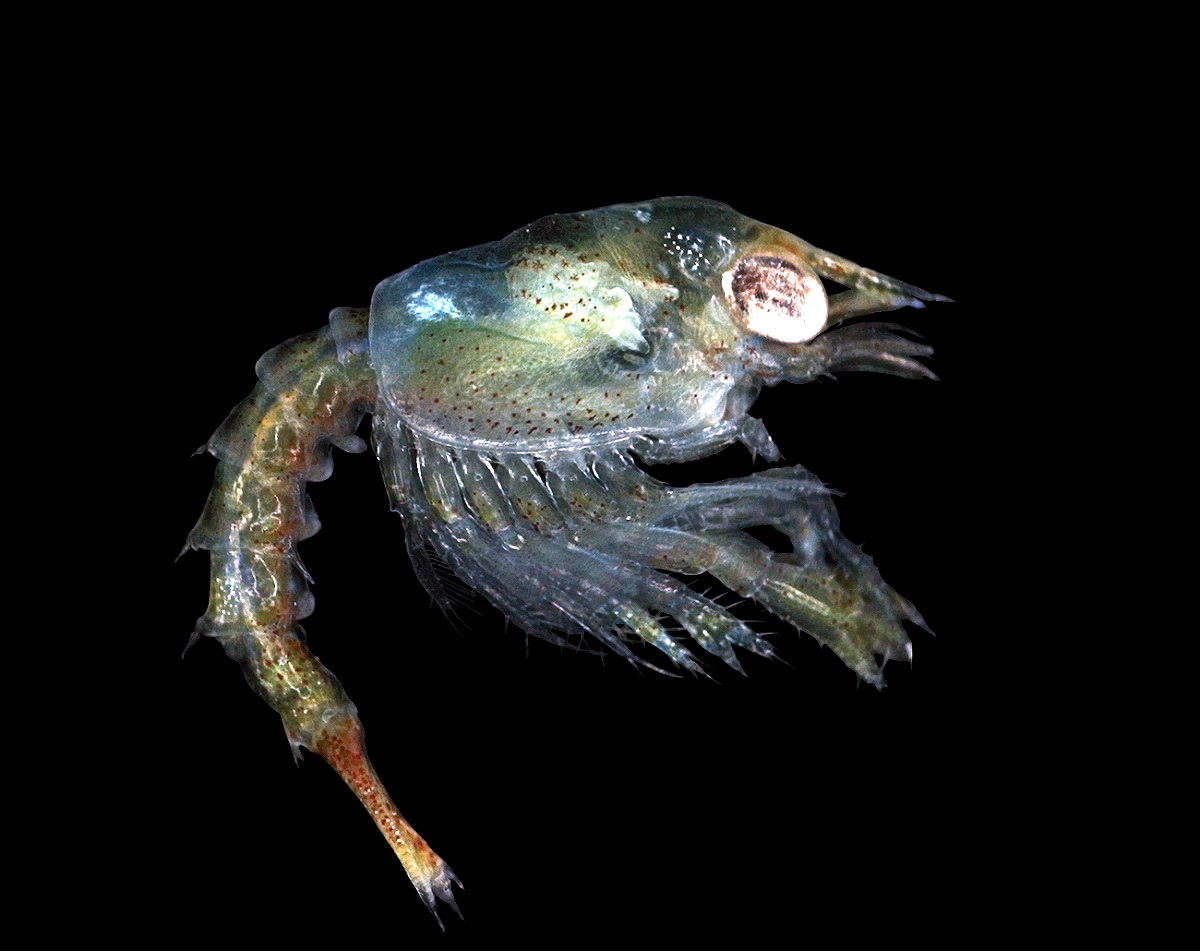
Larwa homara (żywik)

## Występowanie
Dwa istniejące gatunki rodzaju Homarus żyją w Północnym Atlantyku. Homar amerykański występuje  od Labradoru do Karoliny Północnej na zachodnim północnym Atlantyku a homar europejski od Norwegii arktycznej po Maroko, w tym Wyspy Brytyjskie i Morze Śródziemne.